# NGC 940
NGC 940 ist eine linsenförmige Galaxie vom Hubble-Typ S0 im Sternbild Dreieck am Nordsternhimmel. Sie ist schätzungsweise 234 Millionen Lichtjahre von der Milchstraße entfernt und hat einen Durchmesser von etwa 80.000 Lj.
Im selben Himmelsareal befinden sich u. a. die Galaxien NGC 917, NGC 931, IC 1800.
Das Objekt wurde von dem Astronomen Heinrich d’Arrest am 26. September 1865 mithilfe eines 27,5-cm-Teleskops entdeckt.

## NGC 940-Gruppe (LGG 58)
| Galaxie  | Alternativname | Entfernung/Mio. Lj |
| -------- | -------------- | ------------------ |
| NGC 940  | PGC 9478       | 234                |
| NGC 931  | PGC 9399       | 228                |
| PGC 9476 | UGC 1856       | 234                |
| PGC 9134 | UGC 1963       | 243                |
| PGC 9400 |                | 790!               |
| PGC 9501 | CGCG 504-97    | 239                |
| PGC 9669 | UGC 2008       | 230                |